# Pakubuwono XII
Pakubuwono XII, noto anche come Pakubuwana XII (Surakarta, 14 aprile 1925 – Surakarta, 11 giugno 2004), è stato un sovrano indonesiano.
Fu sunan di Surakarta dal 1945 fino alla sua morte.

## Biografia

### I primi anni
Nato Raden Mas Surya Guritna, era figlio di Pakubuwono XI e della regina Koespariyah e nacque il 14 aprile 1925.
Durante la sua infanzia, frequentò scuole di stampo europeo a Surakarta assieme ad altri membri della sua famiglia, dove oltre alle lingue ebbe modo di imparare ed appassionarsi anche alla danza classica ed a quelle popolari indonesiane. Si appassionò molto anche al teatro. Buono sportivo, riuscì ad eccellere nel tiro con l'arco. All'inizio del 1938 venne costretto a lasciare temporaneamente la scuola per seguire il padre, delegato dal nonno Pakubuwono X a rappresentare il sununato di Surakarta nei Paesi Bassi, in occasione del 40º anniversario dell'ascesa al trono della regina Guglielmina.
Tornato in patria, dal 1939 suo padre ascese al trono col nome di Pakubuwono XI ed egli, ora principe ereditario, continuò la propria formazione, ma dovette nuovamente interrompere i propri studi per lo scoppio della seconda guerra mondiale che interessò largamente anche l'area dell'Oceano Pacifico, facendo subire all'Indonesia l'occupazione giapponese.

### Il regno
Pakubuwono XI morì il 1º giugno 1945, quindi Pakubuwono XII ascese al trono dopo di lui, pur tra diverse polemiche per la giovane età. Venne ufficialmente incoronato l'11 giugno 1945, quasi contemporaneamente alla proclamazione della Repubblica d'Indonesia. Nelle sue decisioni, in particolare nei primi anni di governo, venne affiancato dalla madre.
Dopo la proclamazione dell'indipendenza, il 1º settembre 1945 Pakubuwono XII insieme a Mangkunegara VIII, emanò separatamente un decreto ufficiale (una dichiarazione) di sostegno alla Repubblica di Indonesia, quattro giorni prima dell'annuncio di Hamengkubuwono IX e Pakualam VIII. Cinque giorni dopo, il 6 settembre 1945, il sunanato di Surakarta ricevette la qualifica di regione speciale dal presidente Sukarno.
Durante il periodo della rivoluzione, Pakubuwono XII ricevette il grado onorifico di tenente generale dal presidente Sukarno, col quale prese parte attivamente alla progettazione degli scontri sui diversi campi di battaglia. Nel 12-13 ottobre del 1945, Pakubuwono XII prese parte personalmente all'invasione di Kenpetai ed al raid nel quartier generale di Timuran.
Gli olandesi, che pure non avevano rinunciato all'indipendenza indonesiana, tentarono nel frattempo di recuperare la colonia con la violenza. Nel gennaio del 1946 la capitale indonesiana dovette temporaneamente essere trasferita a Yogyakarta perché Giacarta cadde nelle mani degli olandesi. Surakarta, che pure aveva antiche rivalità con Yogyakarta, divenne la sede dell'opposizione al governo centrale, un gruppo di radicali guidati dal dottor Muwardi, un medico che coraggiosamente riuscì a rapire Pakubuwono XII ed il primo ministro come forma di protesta contro il governo indonesiano. Di fronte a queste problematiche interne, dal 1º giugno 1946 Surakarta si vide revocato lo status di regione a statuto speciale.
Pakubuwana XII, in realtà, cercò di ripristinare per il proprio stato lo status di regione speciale ed il 15 gennaio 1952 riuscì finalmente a presentare una relazione al consiglio dei ministri della Repubblica a Giacarta, spiegando come il governo autonomo non fosse in grado di superare le turbolenze interne a quella parte del paese, con frequenti e pericolose minacce armate, ma tutto fu vano.
Durante il suo regno, inoltre, due disastri colpirono il palazzo di Surakarta: il 19 novembre 1954 l'edificio più alto del complesso del palazzo, il Panggung Sangga Buwana, subì un incendio che distrusse la maggior parte degli edifici compresi tetti e ornamenti sulla cima dell'edificio. Il 31 gennaio 1985, un nuovo incendio si verificò al palazzo, distruggendo quasi completamente il palazzo e tutto ciò che esso conteneva. Il 5 febbraio successivo, decise di ricorrere al governo centrale per il restauro del monumento che si concluse nel 1987 col finanziamento di 4.000.000 di rupie.
Nel 1995, a cinquant'anni dalla proclamazione d'indipendenza dell'Indonesia, Pakubuwono XII venne premiato dal governo indonesiano per il ruolo da lui avuto nell'indipendenza.